# Municipio de Shaw
El municipio de Shaw (en inglés: Shaw Township) es un municipio ubicado en el condado de Saline en el estado estadounidense de Arkansas. En el año 2010 tenía una población de 1369 habitantes y una densidad poblacional de 26,6 personas por km².

## Geografía
El municipio de Shaw se encuentra ubicado en las coordenadas 34°29′18″N 92°32′31″O / 34.48833, -92.54194. Según la Oficina del Censo de los Estados Unidos, el municipio tiene una superficie total de 51.46 km², de la cual 51,45 km² corresponden a tierra firme y (0,02 %) 0,01 km² es agua.

## Demografía
Según el censo de 2010, había 1369 personas residiendo en el municipio de Shaw. La densidad de población era de 26,6 hab./km². De los 1369 habitantes, el municipio de Shaw estaba compuesto por el 97,15 % blancos, el 0,95 % eran afroamericanos, el 0,15 % eran amerindios, el 0,07 % eran asiáticos, el 0,51 % eran de otras razas y el 1,17 % eran de una mezcla de razas. Del total de la población el 1,46 % eran hispanos o latinos de cualquier raza.